# Камка (рослина)

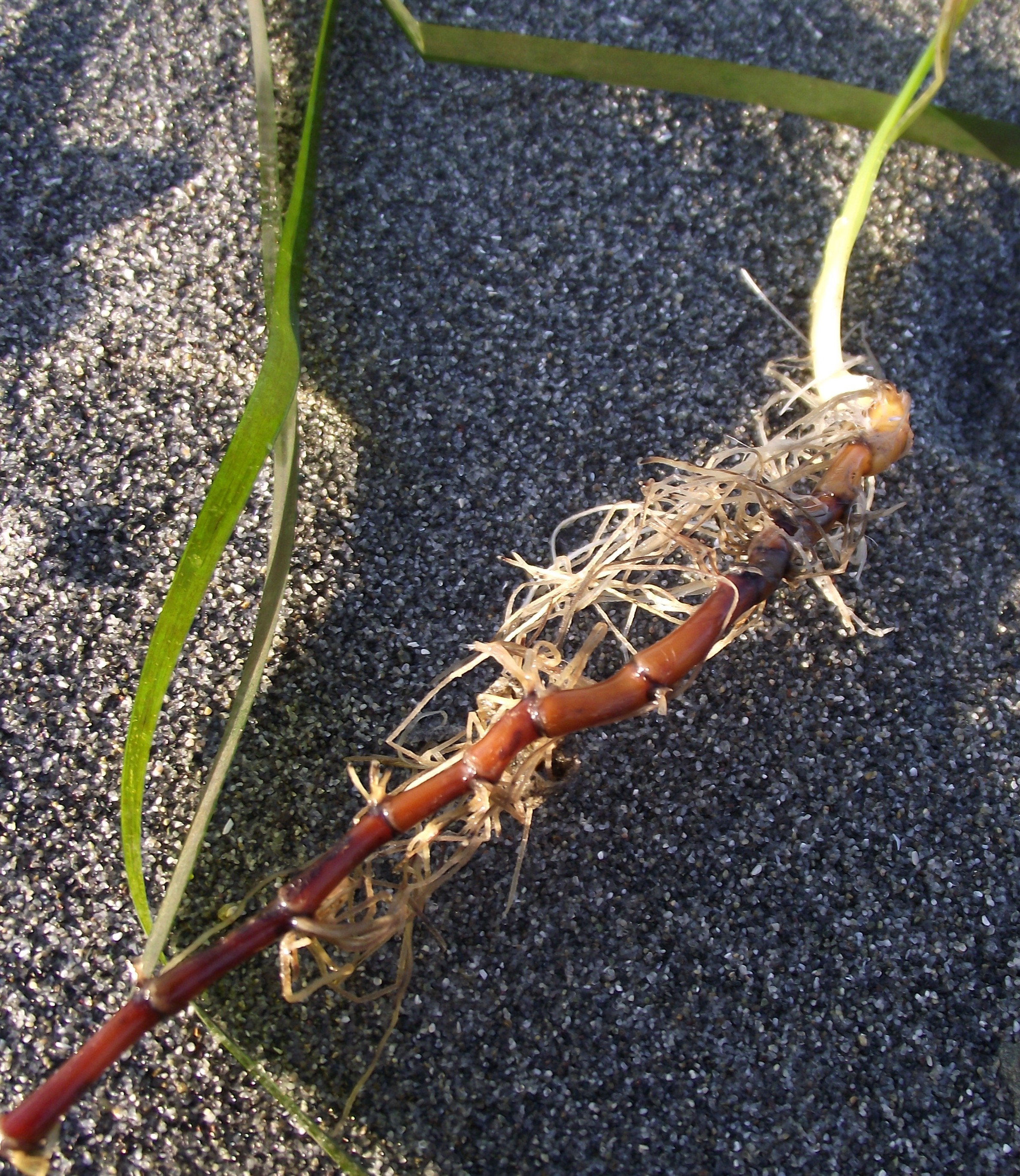
Гілки зостери

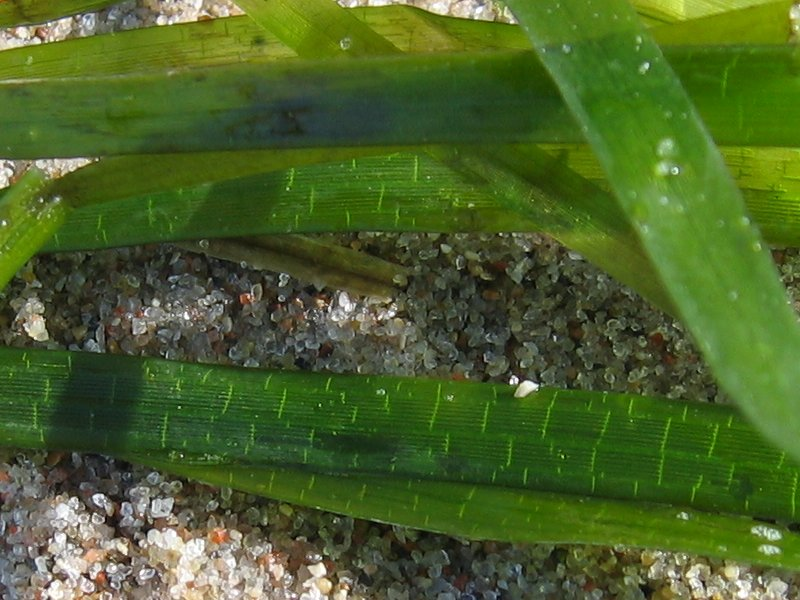
Листя зостери

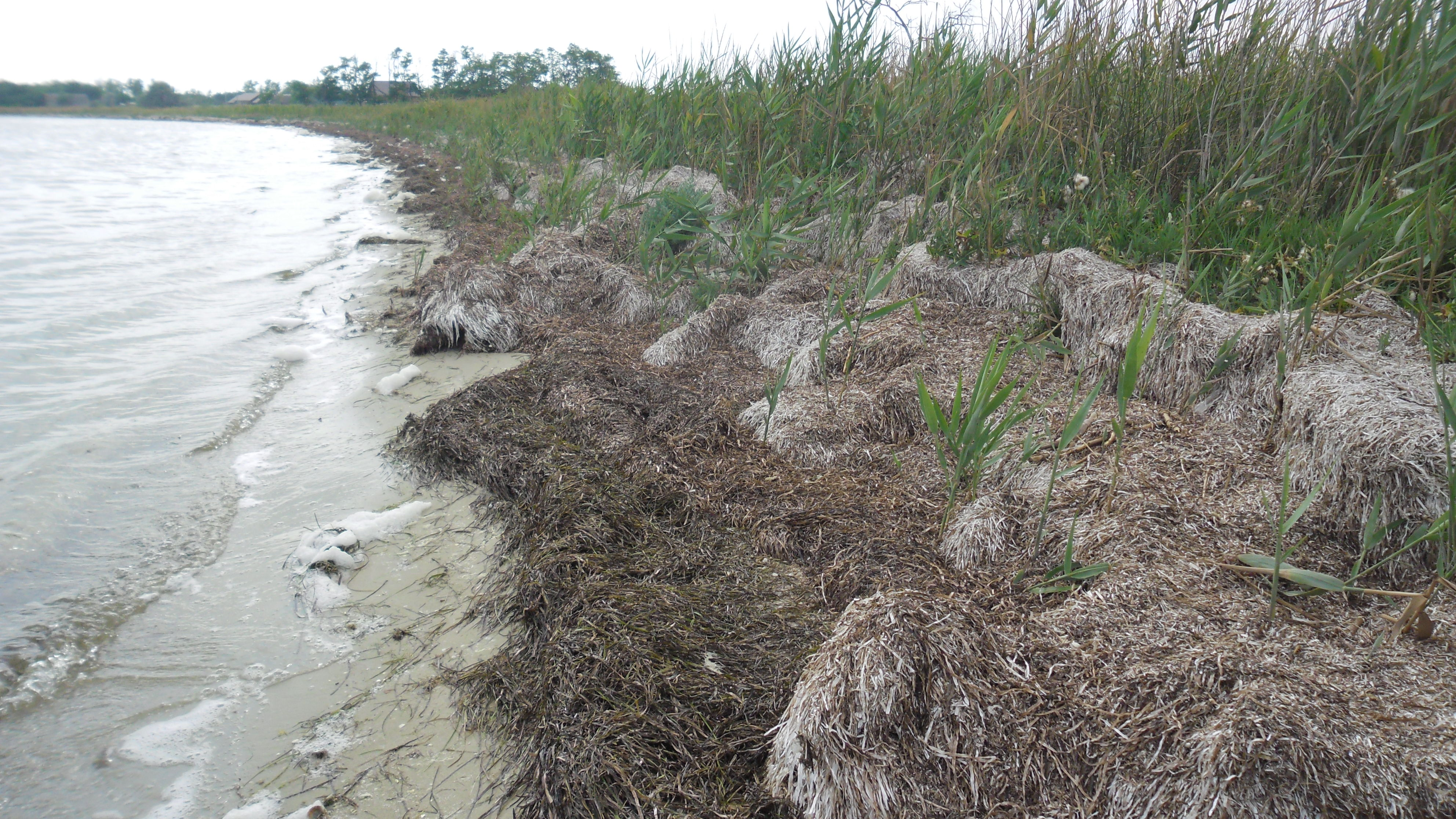
Камка на Ягорлицькій затоці.

Ка́мка, або зостера, або морська́ трава́ (Zostera) — рід широко поширених гідатофітів.

## Види
Рід містить 16 видів.
- Zostera angustifolia (Hornem.) Rchb.
- Zostera asiatica Miki
- Zostera caespitosa Miki
- Zostera capensis Setch.
- Zostera capricorni Asch.
- Zostera caulescens Miki
- Zostera chilensis (J.Kuo) S.W.L.Jacobs & Les
- Zostera japonica Asch. & Graebn. in H.G.A.Engler (ed.)
- Zostera marina L.
- Zostera mucronata Hartog
- Zostera muelleri Irmisch ex Asch.
- Zostera nigricaulis (J.Kuo) S.W.L.Jacobs & Les
- Zostera noltii Hornem.
- Zostera novazelandica Setch.
- Zostera polychlamys (J.Kuo) S.W.L.Jacobs & Les
- Zostera tasmanica M.Martens ex Asch.

## Ботанічний опис
Більшість видів — багаторічні рослини з сплюсненим повзучим кореневищем, вкорінюються у вузлах. Кореневища зазвичай моноподіальні, не деревеніють.
Стебла сплюснуті, гіллясті, з дворядно розташованими вузькими листям. Листя довгі, яскраво-зеленого кольору, близько 1 см в ширину.
 Квітки голі, одностатеві.
Плоди порожнисті і можуть плавати.

## Господарське значення і застосування
Висушені листя Zostera marina, в меншій мірі інших видів, використовуються (під назвою «морська трава», «камка») для набивання матраців і меблів, як пакувальний матеріал, іноді як добриво, утеплювач, підстилка для домашніх тварин і для виготовлення будматеріалів.
Винесені у великих кількостях на берег листя і пагони взморник можна використовувати як цінне добриво для полів.